# Gagnoa (underprefektur)
Gagnoa är en underprefektur i Elfenbenskusten. Den ligger i departementet med samma namn, i den södra delen av landet, 120 km sydväst om huvudstaden Yamoussoukro.